# Lake Wales
Lake Wales város az USA Florida államában, Polk megyében. Lakosainak száma 16 361 fő (2020. április 1.).

## Népesség
A település népességének változása:

| 2010 | 14 225 |
| 2020 | 16 361 |